# Paso de Piedra
Paso de Piedra är en ort i Mexiko.   Den ligger i kommunen Abasolo och delstaten Guanajuato, i den centrala delen av landet, 280 km väster om huvudstaden Mexico City. Paso de Piedra ligger 1 692 meter över havet och antalet invånare är 137.
Terrängen runt Paso de Piedra är platt åt sydväst, men åt nordost är den kuperad. Runt Paso de Piedra är det ganska tätbefolkat, med 124 invånare per kvadratkilometer. Närmaste större samhälle är Pénjamo, 12,5 km väster om Paso de Piedra. Trakten runt Paso de Piedra består till största delen av jordbruksmark.